# Pi Phoenicis
Pi Phoenicis (π Phoenicis) é uma estrela na constelação de Phoenix. Tem uma magnitude aparente visual de 5,13, sendo visível a olho nu em boas condições de visualização. Com base em sua paralaxe medida pela sonda Gaia, está a cerca de 270 anos-luz (83 parsecs) de distância da Terra. Não possui estrelas companheiras conhecidas.
Pi Phoenicis é uma gigante de classe K com um tipo espectral de K0III, indicando que é uma estrela evoluída que já abandonou a sequência principal. Está brilhando com 75 vezes a luminosidade solar e possui uma temperatura efetiva de 4 600 K. Seu diâmetro angular, obtido fotometricamente e corrigido do efeito de escurecimento de bordo, é de 1,546 ± 0,021 milissegundos de arco. Considerando a distância até a estrela, esse valor corresponde a um raio de 13,8 vezes o raio solar.